# Kolegiátní kostel Nanebevzetí Panny Marie (San Gimignano)
Kolegiátní kostel Nanebevzetí Panny Marie (italsky Collegiata di Santa Maria Assunta) je římskokatolický kolegiátní kostel a basilica minor stojící na náměstí Piazza del Duomo v centru toskánského San Gimignana. Obsahuje cykly fresek od středověkých malířů, jakými byli Domenico Ghirlandaio, Benozzo Gozzoli, Taddeo di Bartolo, Lippo Memmi a Bartolo di Fredi. Bazilika se stala součástí „historického centra San Gimignana,“ které UNESCO v roce 1990 zapsalo na Seznam světového dědictví, s oceněním fresek jako „díla mimořádné krásy“.

## Historie
První kostel na dané lokalitě byl postaven v 10. století. Význam San Gimignana, včetně hlavní sakrální stavby, rostl od 12. století díky tomu, že jej protínala nejstarší evropská poutní cesta křesťanů Via Francigena (Cesta Franků) směřující z Canterbury do Říma. Románský kostel zasvěcený Nanebevzetí Panny Marie a svatému Geminiánovi (San Gimignano), druhému biskupu modenskému, byl vysvěcen 21. listopadu 1148 za přítomnosti papeže Evžena III. a čtrnácti duchovních. Ostatky blahoslaveného Geminiána, jenž se stal patronem města, jsou v kostele uloženy. Vliv San Gimignana se nadále zvyšoval až do získání autonomie na Volteře. S kostelem bylo spojeno vlastnictví půdy a výsady potvrzené papežskými bulami a dekrety. Povýšení na kolegiátní kostel se uskutečnilo 20. září 1471.
V průběhu 13. až 15. století vznikly cykly fresek a sochařská výzdoba. Architekt Giuliano da Maiano do roku 1468 přestavěl a rozšířil západní konec budovy v gotickém stylu, včetně přístavby příčné lodi se sakristií, kaple početí a kaple sv. Finy, hlavní umělecké dominanty kostela. Kaple v raně renesančním slohu obsahuje mramorový náhrobek patronky města, křesťanské dívky svaté Finy, s nástěnnými malbami Domenica Ghirlandaia z let 1477–1478 zobrazujcími výjevy ze života světice. Papež Pius XI. propůjčil v roce 1932 kostelu titul basilica minor. Během druhé světové války došlo k poškození kostela. Při jeho obnově bylo v roce 1951 na východním konci objeveno románské podlaží s třemi apsidami pod úrovní pozdější stavby.
Do města zavítal 8. května 1300 Dante Alighieri jako vyslanec guelfské ligy v Toskánsku. Dominikán a reformátor Girolamo Savonarola v kostele kázal roku 1497.